# COOL (久宝留理子のアルバム)
『COOL』（クール）は、1991年1月21日にEPIC/SONY RECORDSから発売された久宝留理子の2枚目のアルバム。規格品番はESCB-1114。

## 概要
- 前作から7ヶ月で発売。前作スタッフに加え、作曲に藤井宏一、EARTHSHAKERの西田昌史、ZIGGYの森重樹一、作詞家の竹内学が新規に参加。
- このうち「クールに生きていると言われているけれど」「DREAMS」はその後リリースされるベストアルバムにも収録される。なお両曲共に1994年にリリースされたベストアルバム『rough cut diamond』には"1994 diamond cut version"にて収録されている。

## 収録曲
| 全編曲: 柴山和彦。 |                                            |                      |                              |       |
| #                  | タイトル                                   | 作詞                 | 作曲                         | 時間  |
| 1.                 | 「MY LOVE, MY SOUL」                       | 藤井宏一・久宝留理子 | 藤井宏一                     | 6:00  |
| 2.                 | 「GOOD MISTAKE」                           | 尾上文               | 柴山和彦                     | 4:52  |
| 3.                 | 「誰かのものじゃない」                     | 岡部真理子           | 西田昌史（from EARTHSHAKER） | 4:52  |
| 4.                 | 「クールに生きていると言われているけれど」 | 久宝留理子           | 久宝留理子                   | 5:18  |
| 5.                 | 「BLOUSE」                                 | 久宝留理子           | 森重樹一（from ZIGGY）       | 4:53  |
| 6.                 | 「あとがき」                               | 久宝留理子           | 久宝留理子                   | 3:48  |
| 7.                 | 「DREAMS」                                 | 久宝留理子           | 久宝留理子                   | 4:24  |
| 8.                 | 「会いたいんだリンダ」                     | 尾上文               | 久宝留理子                   | 4:36  |
| 9.                 | 「小さなMUSIC BOX」                        | 久宝留理子           | 久宝留理子・柴山和彦         | 5:07  |
| 10.                | 「MIDNIGHT DRIVER」                        | 竹内学               | 久宝留理子                   | 4:34  |
| 合計時間:          | 合計時間:                                  | 合計時間:            | 合計時間:                    | 48:24 |